# Jeremias Benjamin Richter
Jeremias Benjamin Richter, född 10 mars 1762 i Hirschberg, Schlesien, död 14 april 1807 i Berlin, var en tysk kemist.
Richter blev 1794 bergssekreterare och bergsproberare i Breslau, 1800 assessor vid bergverksadministrationen i Berlin samt slutligen "arkanist" (måleriföreståndare) vid Berlins porslinsfabrik. Han var den förste som använde uttrycket stökiometri och undersökte de proportioner, efter vilka syror och baser neutraliserar varandra samt upprättade däröver tabeller. Han fann, att om av två oxider erfordras vissa viktsmängder för att neutralisera en viss mängd av en syra, samma viktsmängder även erfordras för att neutralisera en viss mängd av en annan syra samt, omvänt, att samma mängder av olika syror, som neutralisera en viss mängd av en bas, även neutraliserar en viss mängd av en annan bas. Vidare insåg han att oxidernas neutralisationsförmåga är beroende av deras syrehalt, så att ju större mängd syre en oxid innehåller, dess mindre viktskvantitet av oxiden fordras för att neutralisera en syra.
Richter använde med förkärlek matematiska synpunkter i kemin, vilken han betraktade som en gren av den tillämpade matematiken. Som motto för sina stökiometriska skrifter satte han orden i Vishetens bok (11:21): "Gud har ordnat allt efter mått, tal och vikt". Hans arbeten var av stor betydelse för utvecklingen av läran om de s.k. bestämda proportionerna, men förbisågs av samtiden, dels emedan hans framställningssätt var i hög grad oklart och svårfattligt, dels emedan samtidens intresse upptogs av Antoine Laurent de Lavoisiers reform.
Först 33 år efter Richters död blev hans stora förtjänster om utredningen av de kemiska grundbegreppen klargjorda av den schweizisk-ryske kemisten Germain Henri Hess. Richter, som ständigt levde under knappa omständigheter, tillverkade och sålde själv areometrar och alkoholometrar, vilka länge stod högt i anseende för sin noggrannhet. Hans viktigaste arbeten är Stöchiometrie oder Messkunst chymischer Elemente (1792-94) och Ueber die neueren Gegenstände in der Chemie (elva band, 1792-1802).